# Forollhogna
Der Forollhogna (auch Forolhogna) ist ein 1332 moh. hoher Berg in Norwegen. Er ist der höchste Berg im Forollhogna-Nationalpark und gehört zu den Gemeinden Os, Midtre Gauldal und Holtålen in den Provinzen Innlandet und Trøndelag.

## Beschreibung

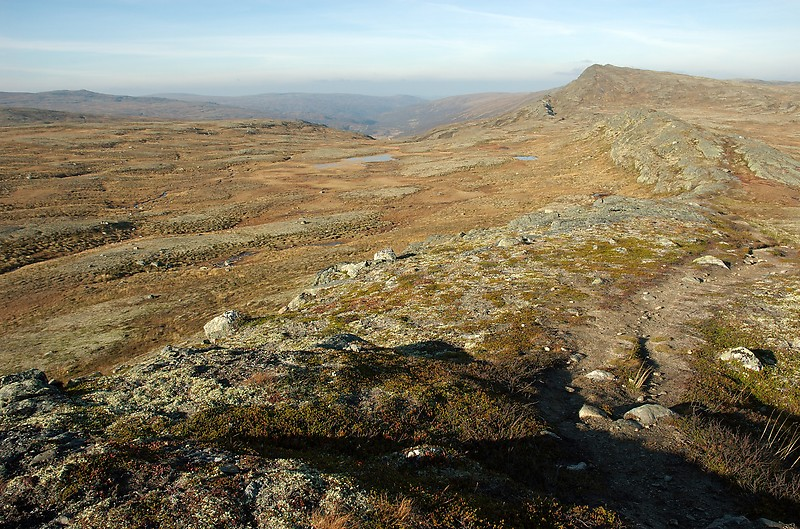
Blick über den Gipfelbereich des Forollhogna von SO nach NW

Der Forollhogna liegt in der Trondheimsfeltet-Region, welche von Gesteinsarten des Silurs dominiert, und Teil des Skandinavischen Gebirges ist. Der Berg selbst besteht aus Phyllit und Glimmerschiefer. Prinzipiell ist dieser kalkhaltige Boden ideal für eine üppige Vegetation, aufgrund der klimatischen Verhältnisse wachsen auf dem Berggipfel aber nur Moose, Flechten und einige hochalpine Pflanzen. In tieferen Lagen bildet sich eine Weidelandschaft aus.
Die Schartenhöhe des Berges beträgt 639 m – 700 m. Die Dominanz zum nächsthöheren Berg, dem Håmmålsfjellet, beträgt 37,25 km. Östlich des Berges, auf knapp 1000 moh. befindet sich der Forollsjøen. Der Forollhogna war Namensgebend für den Forollhogna-Nationalpark und ist zudem aufgrund seiner markanten Gipfelform weithin sichtbar.